# Cantó de Valdariás
El cantó de Valdariás és un cantó francès del departament del Tarn, situat al districte d'Albi. Té 8 municipis i el cap cantonal és Valdariás.

## Municipis
- Andoca
- Crespin
- Crespinet
- Sent Gorgòri
- Sant Joan de Marcelh
- Saussenac
- Serenac
- Valdariás

## Història
| Data d'elecció                           | Identitat       | Partit | Qualitat |
| ---------------------------------------- | --------------- | ------ | -------- |
| 1973-1980                                | André Billoux   | PS     |          |
| 1980-1992                                | Jeanine Billoux | PS     |          |
| 1992-                                    | André Cabot     | PS     |          |
| les dades anteriors no són pas conegudes |                 |        |          |
|                                          |                 |        |          |

## Demografia
| 1962  | 1968  | 1975  | 1982  | 1990  | 1999  | 2006  |
| ----- | ----- | ----- | ----- | ----- | ----- | ----- |
| 2.884 | 3.125 | 2.821 | 2.669 | 2.840 | 2.805 | 3.181 |